# 韋爾比察 (利維夫州)
49°22′33″N 24°24′10″E / 49.37583°N 24.40278°E

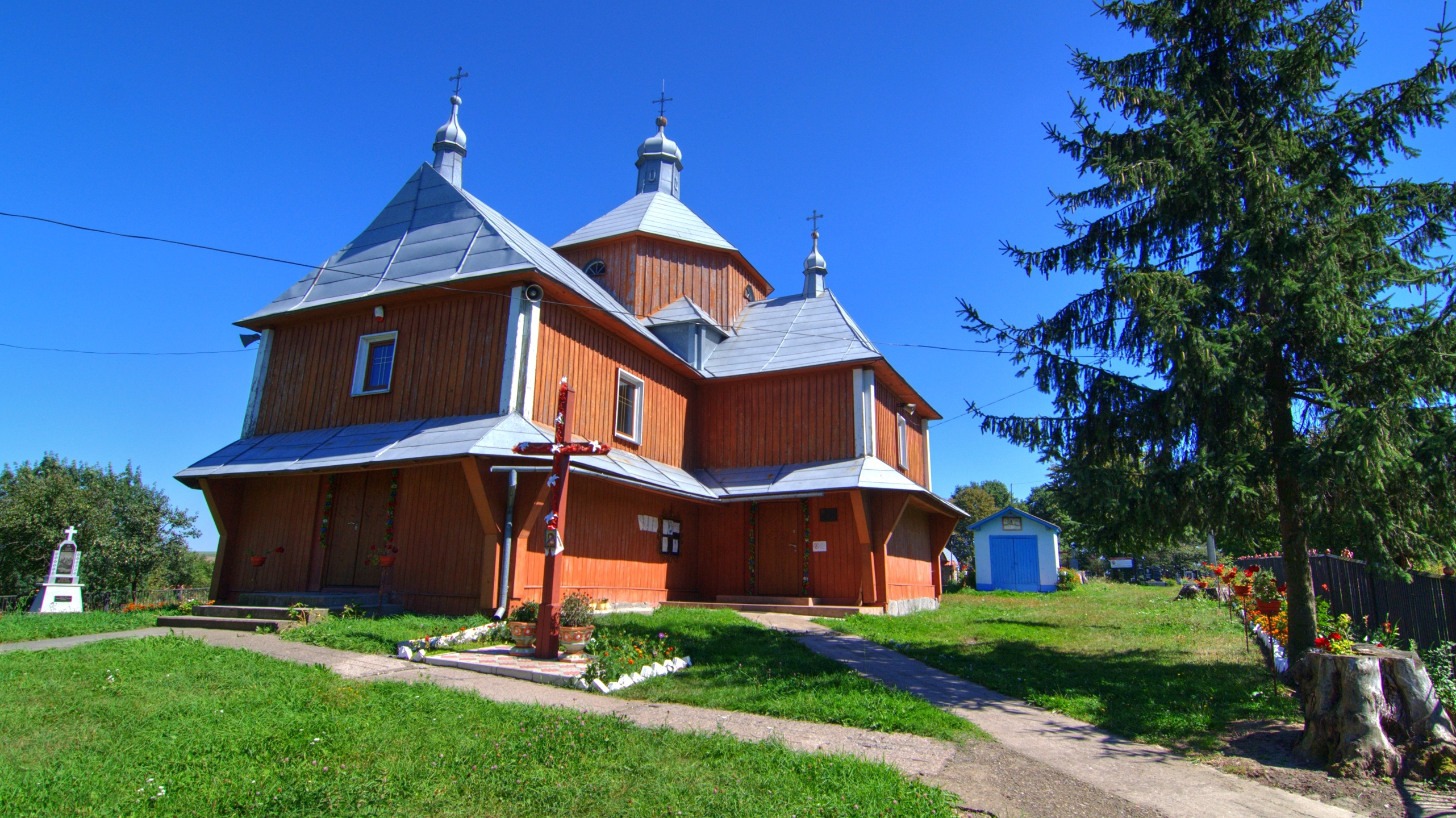

韋爾比察（羅馬化：Verbytsia）是烏克蘭西部的村莊，隸屬利維夫州的斯特雷區。該村面積1.41平方公里，海拔高度272米，2001年人口467，人口密度每平方公里331.21人。